# Phragmatobia faroulti
Phragmatobia faroulti är en fjärilsart som beskrevs av Rothschild 1912. Phragmatobia faroulti ingår i släktet Phragmatobia och familjen björnspinnare. Inga underarter finns listade i Catalogue of Life.